# Keston Bledman
Keston Bledman (nacido el 8 de marzo de 1988) es un atleta del atletismo sprint, que compite internacionalmente para Trinidad y Tobago.
El 7 de julio de 2007, en el Campeonato de Atletismo de los Panamericanos Juveniles 2007 en São Paulo, Brasil, trastornó al jamaicano Yohan Blake en los 100 metros, terminando en 10,32 segundos (-1,1 m / s de viento).
Bledman ha representado Trinidad y Tobago en los Juegos Olímpicos de 2008 en Pekín. Compitió en el 4 × 100 m relay junto con Marc Burns, Aaron Armstrong y Richard Thompson. En su serie clasificatoria se colocaron primero frente a Japón, Holanda y Brasil. Su tiempo es de 38.26, fue el más rápido de todos los equipos de dieciséis participantes en la primera ronda y clasificó para la final. Armstrong fue reemplazado por Emmanuel Callender para la carrera final y corrió a un tiempo de 38,06 segundos, la segunda vez después del equipo de Jamaica, ganando la medalla de plata.
El 4 de junio de 2011, Bledman corrió 9,93 más de 100 m de Clermont, Florida, para convertirse en el atleta 78° en cruzar la barrera de 10 segundos. Él ganó su primer título nacional en junio de 2012 al vencer a Richard Thompson de más de 100 metros y corrió una mejor marca personal de 9,86 segundos.
Él era también un miembro del equipo de relevos que ganó una medalla de bronce en los Juegos Olímpicos de 2012 en Londres.